# CJPN-FM
CJPN-FM est une station de radio acadienne et canadienne de langue française située à Fredericton, au Nouveau-Brunswick.
La station émet à la fréquence 90,5 MHz depuis 1997 en direct de ses studios situés dans le Centre communautaire Sainte-Anne.
La radio C90 dessert une population de 13 360 parlants français à Fredericton.

## Historique
La radio CJPN, FM 90.5, permet aux francophones de la région de la capitale provinciale d’entendre de la musique francophone et des informations locales. L’idée de mettre une radio communautaire en place est survenue en octobre 1990, alors qu’une première rencontre d'information est organisée afin de déterminer l’intérêt de mettre en place une radio francophone à Fredericton. Finalement, le 22 août 1997, CJPN diffuse pour la première fois sur la fréquence FM 90.5 avec un émetteur d’environ 2 000 watts.
Depuis 2015, Radio Fredericton inc., CJPN-FM travaille en partenariat avec les radios communautaires francophone de Saint-Jean, CHQC-FM, avec la radio communautaire francophone de Miramichi, CKMA-FM (en) et avec la radio communautaire francophone de Halifax, Oui 98, CKRH-FM. Il s’agit du premier projet de partage des ressources mis en place dans quatre radios communautaires francophones indépendantes au Canada. Ces quatre stations de radios partagent la direction générale, le service de production, leur technicien, le service de comptabilité et certaines de leurs émissions.
Le 19 décembre 2022, CJPN est devenu C90 et C médias en est maintenant propriétaire. La même journée, CHQC à Saint-Jean, CKRH à Halifax et CKMA à Miramichi ont aussi adopté la marque "C" de C médias.